# 鞍山西道
鞍山西道是天津市南开区的一条道路。为鞍山道向西部的延伸道路，因周边有天津大学、南开大学等多所大学和科研机构分布，又被称为鞍山西道科贸街。

## 鞍山西道科贸街
以数码产品、3C电器产品、电子中间产品、信息、通信等产业为主导的鞍山西道科贸街。 
1988年，鞍山西道成为当时为天津新技术产业区的起步区。2002年，鞍山西道科贸街拥有包括创元、百豪、名利达等7个专业科技卖场和赛博、百脑汇、颐高等大型数码用品商场。目前，科贸街进行了重新规划，将形成中心商务与贸易、生物医药、科技转化、创意产业、综合服务、教育转化等六大功能区域。 

## 链接
1. ↑  鞍山西道科贸街[永久]